# Fiat A.80
Le Fiat A.80 était un moteur d'avion en double étoile, refroidi par air et produit par le constructeur italien Fiat Aviazione à partir de 1935. 
Ce moteur équipa de très nombreux avions bombardiers de la Regia Aeronautica, armée de l'air du royaume d'Italie, durant la Seconde Guerre mondiale, notamment les Fiat BR.20 utilisés par les armées japonaises et italiennes. 

## Le projet
Le moteur Fiat A.80 conçu en 1935 est l'œuvre de l'ingénieur Tranquillo Zerbi et du professeur Antonio Fessia. Les études de ce moteurs ont été menées en parallèle avec celles du Fiat A.74. Ce moteur a été conçu expressément pour une utilisation sur des avions bombardiers et des avions de ligne civils alors que le Fiat A.74 était destiné à équiper les avions de chasse. La caractéristique principale de ce moteur était sa simplicité de construction en temps de restrictions dues à la période de pré-guerre où les matières premières étaient rares et coûteuses. Le moteur Fiat A.80, tout comme le A.74 seront les premiers à adopter un compresseur centrifuge optimisé pour voler au-dessus de 3 800 mètres d'altitude ainsi qu'un réducteur de vitesse entre le moteur et l'hélice.
Le moteur Fiat A.80 sera homologué le 10 novembre 1937. Il représente un tournant important dans la production de moteurs d'avions de la part du constructeur Fiat Aviazione. En effet, Fiat avait acquis une solide réputation de spécialiste des moteurs 12 cylindres en V. Ce moteur a été le second d'une longue série de moteurs de très fortes cylindrées avec des puissances toujours plus importantes, comme les moteurs Fiat A.74, A.76 et A.82.
Le moteur Fiat A.80, a souffert d'une fiabilité légèrement inférieure au Fiat A.74 notamment au niveau de la carburation avec des carburants de piètre qualité durant ces années difficiles. Il souffrira d'une moins bonne réputation auprès des pilotes italiens ce qui ne sera pas le cas des pilotes japonais qui le recherchaient surtout pendant la guerre sino-japonaise (1937-1945). Il sera par contre très apprécié par les mécaniciens pour la facilité d'entretien et l'accessibilité aisée à toutes les parties mécaniques.

## Variantes
- A.80 RC.41 : version de base 
  - cylindres à ailettes spéciales à écartement réduit et déflecteur entre cylindres pour optimiser le flux d'air,
  - suralimentation de 0,98 bar,
  - puissance : 1 030 ch à 2 200 tr/min au décollage, 1 100 ch à l'altitude de service de 4 100 m.
  - réchauffage du carburant,
  - réducteur épicycloïdal avec engrenages coniques et rapport de réduction de 0,625:1 entre moteur et hélice, régulateur pour la variation automatique du pas de l'hélice en vol,
  - rétablissement de la pleine puissance à 4 100 m d'altitude.

- A.74 RC.20 : variante
  - puissance au décollage : 1 200 ch,
  - rapport de compression : 7:1,
  - poids du moteur à vide : 742 kg
  - rétablissement de la pleine puissance à 2 000 m.

Le nombre global de moteurs Fiat A.80 produits s'élève à plus de 2 000 unités.

## Caractéristiques générales Fiat A.80RC.41
- type : 18 cylindres en double étoile refroidis par air
- soupapes : 2 par cylindre refroidies au sodium
- alésage : 140 mm
- course : 145 mm
- cylindrée : 45 720 litres
- longueur : 1 508 mm
- diamètre : 1 200 mm
- largeur : 653 mm
- hauteur : 1 335 mm
- poids : 725 kg en ordre de marche (565 kg à sec)
- distribution : OHV 2 soupapes au sodium par cylindre
- alimentation : 1 carburateur Fiat double corps avec préchauffage
- compresseur : optimisé pour 4 100 m d'altitude
- carburant : 87 octane
- refroidissement : air
- puissance : 1 000 ch (736 kW) à 2 200 tr/min à 4 100 m d'altitude ; 1 100 ch (800 kW) à 2 100 tr/min à 0 m
- taux compression = 6.7:1

## Applications
Royaume d'Italie
- Aeronautica Lombarda A.R.
- AUT 18
- Breda Ba.65
- Breda Ba.82
- CANT Z.506B
- CMASA B.G.A.
- Caproni Ca.135bis
- Fiat BR.20
- Fiat CANSA FC.20
- Fiat G.18
- Savoia-Marchetti SM.79
- Savoia-Marchetti SM.87